# Kenneth II.
Kenneth II. (před 954 – 995) byl král Skotska (Alby). Byl synem Malcolma I. a nastoupil na trůn po Cuilénovi poté, co byl roku 971 zavražděn Amdarchem ze Strathclyde.
V době jeho vlády vznikla Kronika králů Alby, nicméně mnoho míst i osob v ní uváděných je chybných. Kronika uvádí, že ihned poté, co se ujal vlády, vyplenil Strathclyde. Dále také uvádí, že třikrát vpadl do Northumbrie, poprvé dorazil až k oblasti Stainmore, podruhé ke Cluiamu a naposledy až k řece Dee u Chesteru. Tyto nájezdy se zřejmě uskutečnily okolo roku 980, kdy Anglosaská kronika informuje o napadení Cheshire.
Středověká Melroská kronika (Chronicle of Melrose) uvádí, že roku 973 Kenneth spolu s Máelem, králem Strathclyde, vikinským panovníkem Magnusem Haraldssonem a jinými velšskými a vikinskými králi dorazil do Chesteru, aby uznali svrchovanost anglického krále Edgara. Zdá se, že Edgar chtěl urovnat spory o hranici mezi Anglickým královstvím a královstvím Alba.
Spory, které přetrvávaly po smrti krále Indulfa mezi jeho následníky, pokračovaly. Ulsterská kronika uvádí, že roku 977 byl Kennethem zabit Amlaíb, král Skotů. Z toho vyplývá, že Kenneth byl na krátkou dobu svržen bratrem předchozího krále.
Kenneth byl zabit zřejmě svými muži roku 995 ve Fettercairnu. Příčinou byla zrada Finngualy, dcery Cuncara, mormaera z Angusu, jako pomsta za smrt jejího jediného syna.
Kennethův syn Malcolm se stal později také králem.